# Ралко, Влада Валентиновна
Влада Валентиновна Ралко (укр. Влада Ралко; род. 3 января 1969, Киев) — украинская художница.

## Биография
Окончила Художественную школу имени Шевченко (1987) и Украинскую академию художеств (1994), ученица Виктора Шаталина, Михаила Гуйды и Владимира Будникова, за Будникова в дальнейшем вышла замуж, супруги постоянно выставляются вместе.
В 2001 г. получила премию Всеукраинской триеннале живописи. В 2004 г. широкий резонанс вызвала серия рисунков Ралко «Китайский эротический дневник» (укр. Китайський еротичний щоденник), выставленная в Галерее Гельмана в Киеве и в Москве; к дневнику как к художественному проекту Ралко вновь вернулась в 2013—2015 гг. в ходе Евромайдана: её зарисовки из серии «Киевский дневник» (укр. Київський щоденник), сделанные на месте событий, широко выставлялись в разных странах и составили 400-страничный одноимённый альбом, изданный в 2016 г. Среди других известных проектов Ралко — серия «Школьная цигейка», впервые представленная в Граце, а затем в 2007 г. на Московской биеннале современного искусства.
В 2019 г. стала первой обладательницей украинской премии «Женщины в искусстве» (укр. Жінки в мистецтві) в номинации «Визуальное искусство». В том же году вошла в состав комитета по присуждению Национальной премии Украины имени Тараса Шевченко, в рамках радикального концептуального обновления этой награды. В 2023 г. вышла из состава комитета в связи с несогласием с рядом его организационных решений.
Член Национального союза художников Украины с 1994 года.

## Творчество
В раннем периоде Ралко отдала дань «нежно-яркой фигуративной живописи» и «мягкой по цвету абстракции», но в зрелом творчестве ей принёс известность «искажённый фигуратив, где люди стали намеренно плоскими и знаковыми, приблизившимися к символу, а краски из мягких перешли по насыщенности чуть ли не в эмоциональную агрессию». Критика видит в качестве главных тем Ралко «плоть и кровь, неудобное прошлое и сложное настоящее, тело и власть», подчёркивая, что в её работах преобладают женские образы, как угнетаемые, так и вырывающиеся на свободу.